# صالح شهوفيتش
صالح شهوفيتش هو لاعب كرة قدم بوسني في مركز الهجوم، ولد في 22 نوفمبر 1936 في تريبينيي في البوسنة والهرسك، وتوفي في 27 يناير 2022 في برن في سويسرا. لعب مع دينامو زغرب ونادي ساراييفو.